# Gustav zu Ysenburg und Büdingen

Gustav Prinz zu Ysenburg und Büdingen

Gustav Prinz zu Ysenburg und Büdingen (* 17. Februar 1813 in Büdingen; † 1. Januar 1883 in Oldenburg) war ein preußischer Diplomat und Generalleutnant. 

## Leben

### Herkunft
Gustav entstammte dem hochadeligen Haus Ysenburg und Büdingen, und zwar der ysenburgischen Speziallinie Ysenburg und Büdingen in Büdingen. Seine Eltern waren Fürst Ernst Casimir I. zu Ysenburg und Büdingen in Büdingen (1781–1852) und Gräfin Ferdinande zu Erbach-Schönberg (1784–1848). Fürst Ernst Casimir II. zu Ysenburg und Büdingen (1806–1861) war sein älterer Bruder.

### Werdegang
Ysenburg begann seine Offizierslaufbahn als Kadett in Dresden. 1831 war er Portepeefähnrich im Garde-Dragonerregiment, wo er 1835 einrangiert wurde. Er war 1838 Attaché beim Bundestag in Frankfurt am Main und wurde anschließend ad interim beim Prinzen Friedrich von Preußen kommandiert. Sein Kommando zum Prinzen Friedrich von Preußen wurde mehrfach, schließlich unbefristet verlängert. Er wurde 1843 dem Garde-Dragonerregiment aggregiert. Dort avancierte er noch im selben Jahr zum Premierleutnant, erhielt 1846 den Charakter als Rittmeister und erhielt 1847 das Offizierspatent zu seinem Dienstgrad. 1851 wurde er à la suite des Garde-Dragonerregiments gestellt und zur preußischen Gesandtschaft in München kommandiert. 1854 stieg er zum Major auf und 1855 erhielt er sein Patent dazu. Der Rote Adlerorden III. Klasse mit Schleife wurde ihm 1858 verliehen. 1859 wurde er zum Oberstleutnant befördert und – als Nachfolger von August Ludwig von Nostitz – preußischer Gesandter in Hannover (bis 1866), Oldenburg und Braunschweig.
Er avancierte 1861 zum Oberst und wurde 1865 im Range eines Generalmajors zu den Offizieren von der Armee gestellt. Auf Fürsprache der Großherzogin von Oldenburg wurde ihm 1871 das Eiserne Kreuz II. Klasse am weißen Bande verliehen, da er sich im Feldzug verwundeter Soldaten angenommen hatte. 1879 erfolgte seine Beförderung zum Generalleutnant.

### Familie

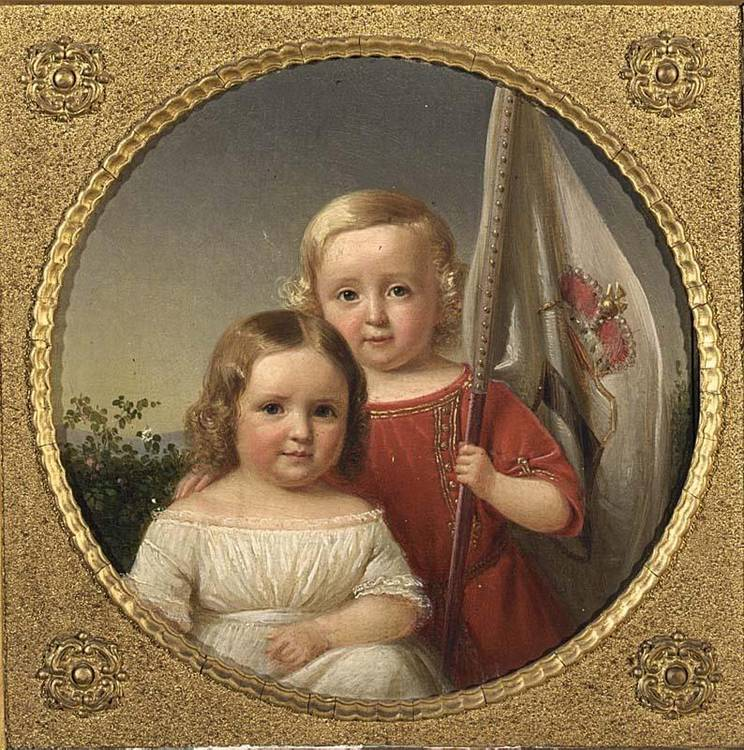
Gustav Alfred und Thekla Ferdinande Henriette Mathilde (Friedrich Boser)

Er vermählte sich 1840 mit Gräfin Bertha von Holleben (1818–1904), die zu diesem Anlass von König Friedrich Wilhelm IV. in den Grafenstand erhoben wurde. Sie war das erstgeborene Kind des preußischen Generals Ernst von Holleben und Ehrendame des bayerischen Theresienorden. Aus der Ehe gingen zwei Kinder hervor, wobei ein drittes Kind 1845 tot geboren wurde:
- Gustav Alfred zu Ysenburg und Büdingen (1841–1922),[1] Oberstleutnant à la suite der Preußischen Armee und Rechtsritter des Johanniterordens, ⚭ Luitgarde Sophie Karolina Mathilde Auguste Johanna Natalie Julie Elise Klothilde Sylvanie zu Castell-Rüdenhausen (1843–1927)
- Thekla Ferdinande Henriette Mathilde zu Ysenburg und Büdingen in Büdingen (1842–1860)